# Nifuroxazide
La nifuroxazide è antibatterico intestinale, sintetico, derivato nitrofuranico. Come farmaco viene utilizzato per la sua attività antisettica intestinale. In Italia è venduto dalla società Geymonat S.p.A. con il nome commerciale di Diarret nella forma farmaceutica di capsule contenenti 200 mg di principio attivo e sospensione pediatrica orale alla concentrazione del 4,4%.

## Chimica
Il composto ha l'aspetto di una polvere cristallina di un giallo brillante. La molecola risulta praticamente insolubile in acqua e nel diclorometano. È solo lievemente solubile in alcoli.

## Farmacodinamica
Nifuroxazide esercita un'azione antibatterica soprattutto nei confronti di germi Gram-positivi (in particolare stafilococchi e streptococchi) e su altri batteri Gram negativi quali Salmonella, Klebsiella, Escherichia coli, Shigella.
Il composto non è invece attivo su Salmonella typhi.

## Farmacocinetica
A seguito di somministrazione per via orale nifuroxazide viene scarsamente assorbita dalla mucosa del tratto gastroenterico. Dopo circa
30 minuti dalla somministrazione per os di 400 mg di farmaco si raggiungono concentrazioni plasmatiche di 2 µg/ml che restano costanti per 8 ore. L'eliminazione di nifuroxazide dall'organismo umano avviene attraverso le feci.

## Tossicologia
Studi sperimentali su animali (ratto) hanno messo in evidenza valori di DL50 pari a 5000 mg/kg peso corporeo, quando viene assunta per via orale.

## Usi clinici
La nifuroxazide è indicata nel trattamento della diarrea acuta infettiva in adulti e bambini di età superiore ai 6 mesi. È stata anche utilizzata nella chemioprofilassi della diarrea del viaggiatore.
Il numero di scariche diarroiche durante il trattamento sembra non ridursi significativamente, pertanto la terapia non ha alcuna efficacia sulla disidratazione.

## Effetti collaterali e indesiderati
In corso di trattamento con nifuroxazide possono verificarsi occasionalmente reazioni indesiderate soprattutto di tipo gastrointestinale: dispepsia, nausea, vomito e dolore addominale. In letteratura nel 2007 è stata segnalata per la prima volta la pancreatite come possibile reazione avversa verosimilmente secondaria a fenomeni immunoallergici.

È possibile osservare anche eruzioni cutanee e disturbi da ipersensibilità quali reazioni allergiche cutanee, orticaria, eczema, artralgie, attacchi asmatici, anafilassi.

## Controindicazioni
Nifuroxazide è controindicata in soggetti con ipersensibilità nota al principio attivo, ai derivati nitrofuranici oppure ad uno qualsiasi degli eccipienti contenuti nella formulazione farmaceutica.

È anche controindicata in caso di carenza di glucosio 6-fosfato deidrogenasi e nei bambini con meno di 3 mesi di età.

## Dosi terapeutiche
Nei soggetti adulti è consigliata la somministrazione orale di 200 mg (equivalenti ad una capsula), per 4 volte al giorno, per una durata di trattamento che normalmente non dovrebbe superare i sette giorni.

Nei bambini la dose consigliata equivale a 5 ml di sospensione orale (pari a 220 mg), ogni otto ore.

## Gravidanza e allattamento
Non esistono studi clinici adeguatamente controllati sull'uso del composto in donne in stato di gravidanza o che allattano al seno. Il profilo di sicurezza e di efficacia del farmaco in queste condizioni pertanto non è stato stabilito.
Pur in mancanza di effetti embriotossici in sperimentazioni su animali, l'uso del composto in donne gravide o che allattano è sconsigliato.

## Interazioni
- Etanolo: l'assunzione concomitante a nifuroxazide può provocare reazioni disulfiram-simili.
- Farmaci inibitori della monoamina-ossidasi (IMAO): è stato osservato che la contemporanea assunzione con derivati nitrofuranici può ridurre l'attività degli IMAO.

## Avvertenze
L'assunzione di dosi elevate di farmaco può conferire una colorazione gialla alle feci.